# Castello dell’Acqua
Castello dell’Acqua ist eine Gemeinde (comune) in der norditalienischen Provinz Sondrio in der Lombardei. 

## Lage und Einwohner
Die Gemeinde liegt rund 14 Kilometer südöstlich von der Provinzhauptstadt Sondrio im Veltlin und gehört zur Comunità montana della Valtellina di Sondrio. Die Adda begrenzt die 603 Einwohner (Stand 31. Dezember 2024) zählende Gemeinde im Norden. 
Die Nachbargemeinden sind Chiuro, Ponte in Valtellina und Teglio.

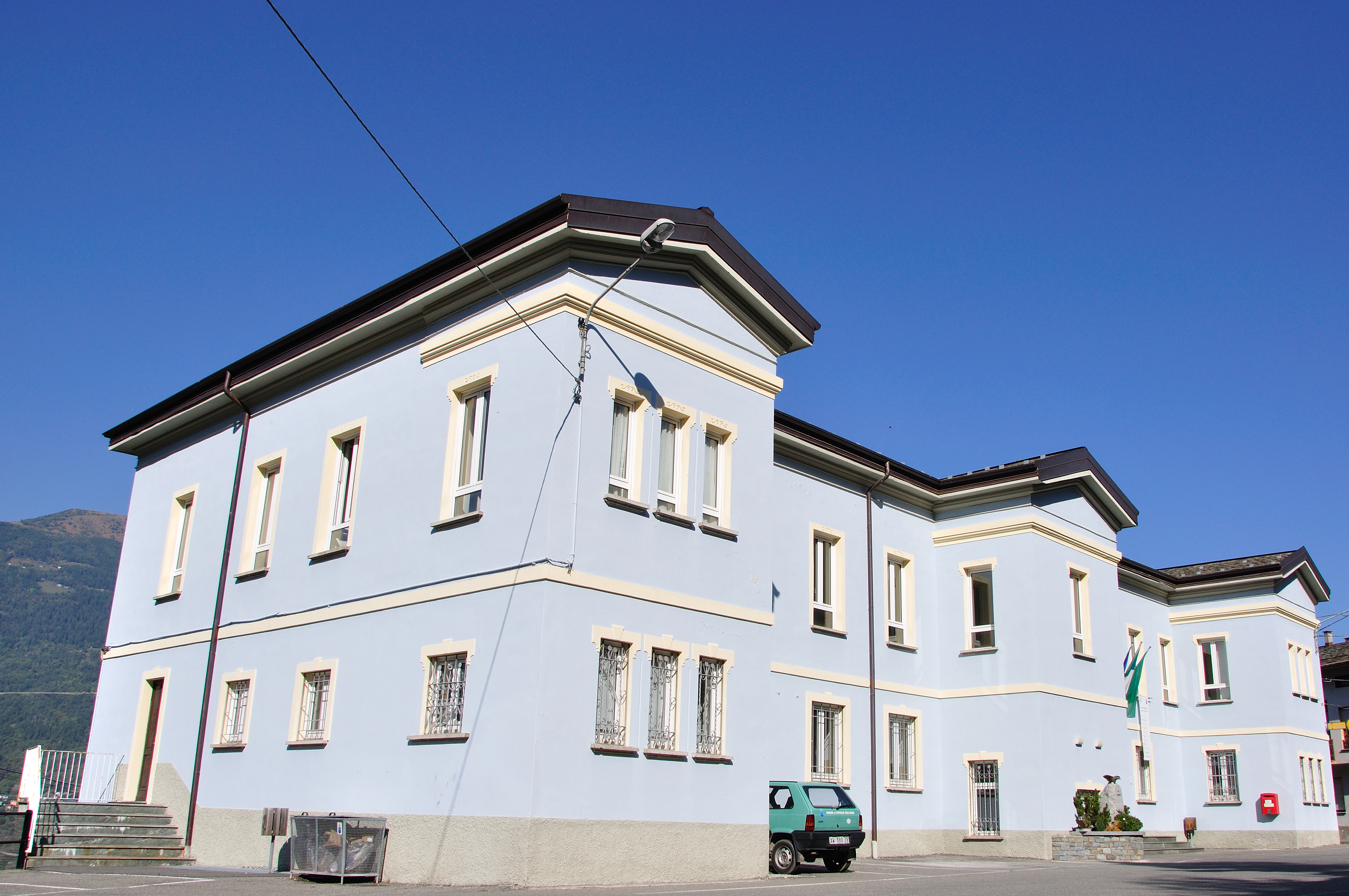
Rathaus von Castello dell’Acqua